# فرودگاه بین‌المللی هوانورا
فرودگاه بین‌المللی هوانورا (به انگلیسی: Hewanorra International Airport) یک فرودگاه همگانی با کد یاتا UVF است که یک باند فرود آسفالت دارد و طول باند آن ۲۷۴۴ متر است. این فرودگاه در کشور سنت لوسیا قرار دارد.

## شرکت‌های هواپیمایی و مقصدهای پروازی

### مسافری

Virgin Atlantic A330 arrival from London–Gatwick

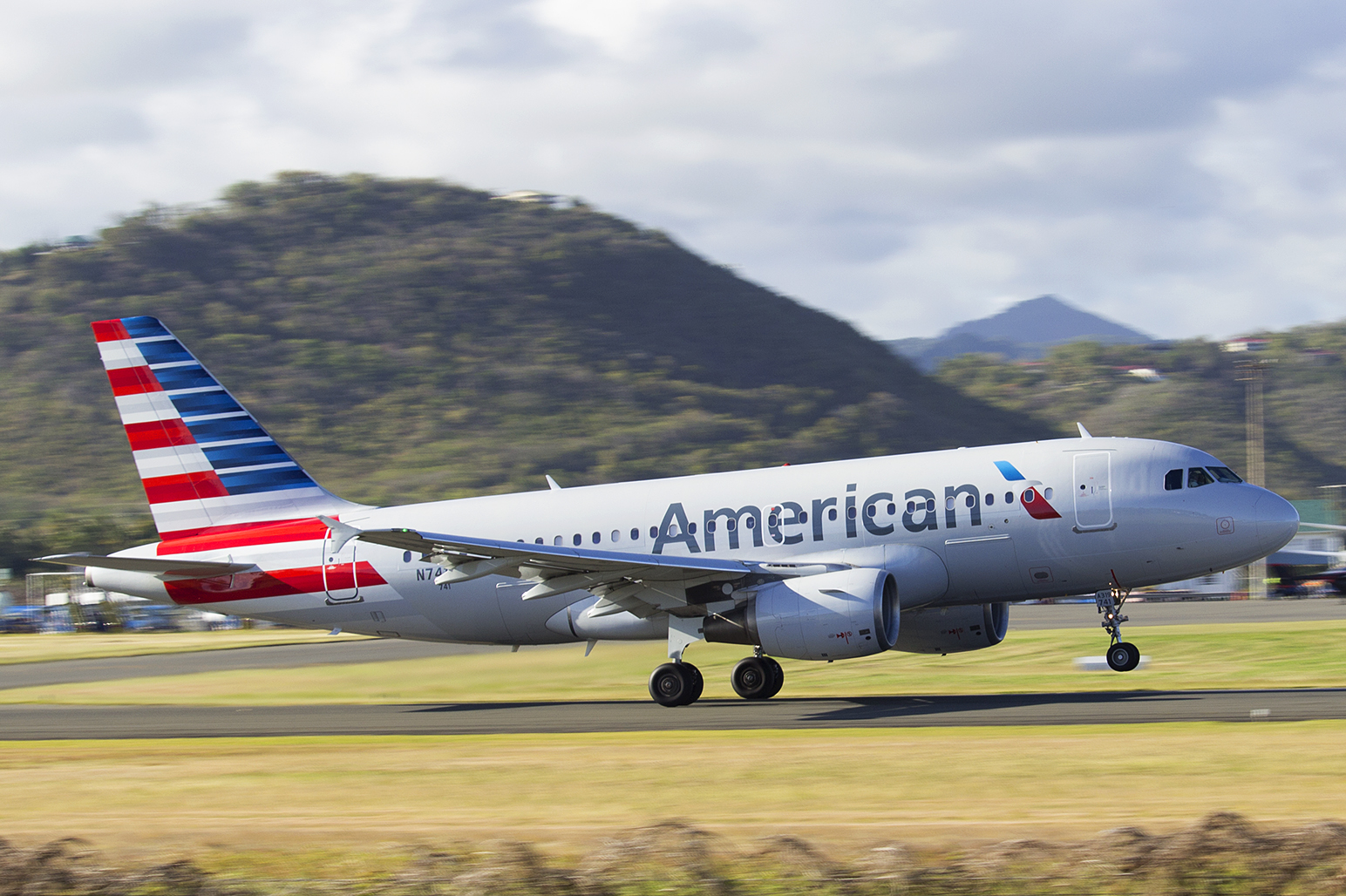
American Airlines A319 taking off from Hewanorra International Airport

JetBlue Airways A320 preparing for departure to New York–JFK

American Airlines 757 from the airport's control tower

Delta Air Lines 737 ground handling from the airport's control tower

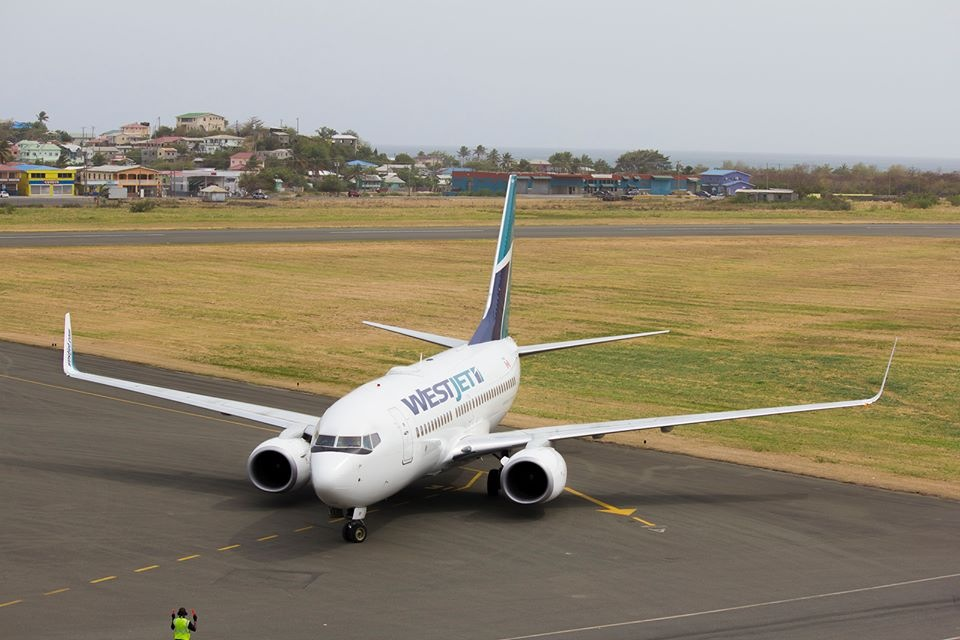
WestJet 737 at the airport's secondary parking spots

| شرکت‌های هواپیمایی                            | مقصدهای پروازی                                |
| -------------------------------------------- | --------------------------------------------- |
| ایر کانادا                                   | فصلی: مونترآل-پییر الیوت ترودو                |
| ایر کانادا                                   | پیرسون تورنتو                                 |
| امریکن ایرلاینز                              | میامی فصلی: شارلوت داگلاس، فیلادلفیا          |
| بریتیش ایرویز                                | گاتویک                                        |
| کوندور فلوگدینست                             | فصلی: فرانکفورت                               |
| دلتا ایرلاینز                                | هارتسفیلد-جکسون آتلانتا فصلی: جان اف کندی     |
| جت‌بلو                                        | جان اف کندی فصلی: لوگان                       |
| Sunwing Vacations اجرا توسط سان‌وینگ ایرلاینز | فصلی: مونترآل-پییر الیوت ترودو، پیرسون تورنتو |
| TIA2000                                      | کنفیلد (آغاز از ۲۳ اکتبر ۲۰۱۷)                |
| Thomas Cook Airlines                         | فصلی: منچستر                                  |
| Thomson Airways                              | فصلی: گاتویک                                  |
| Transat Holidays اجرا توسط Air Transat       | فصلی: مونترآل-پییر الیوت ترودو، پیرسون تورنتو |
| یونایتد ایرلاینز                             | لیبرتی نیوآرک فصلی: اوهر شیکاگو               |
| ویرجین آتلانتیک اجرا توسط ویرجین آتلانتیک    | گاتویک                                        |
| وست جت                                       | پیرسون تورنتو                                 |

### Charter
| شرکت‌های هواپیمایی              | مقصدهای پروازی                 |
| ------------------------------ | ------------------------------ |
| Airawak                        | مارتینیک امه سزر               |
| Air Century                    | فصلی: پونتا کانا               |
| Air Sunshine                   | لوئیز مونز مارین               |
| BEDY EasySky اجرا توسط EasySky | خوآن مانوئل گالوس، تونکنتین    |
| BVI Airways                    | ترانس بی. لتسام                |
| کاریکام ایرویز                 | زورخ ان هوپ                    |
| FlyMontserrat                  | جان ای. آزبرن                  |
| گرنادین ایرویز                 | آرگایل                         |
| موستیک ایرویز                  | موستیک                         |
| سن بارت کوموتر                 | گوستاف ۳                       |
| اس‌وی‌جی ایر                     | جی‌اف میچل، کنوان، جزیره یونیون |
| VI Air Link                    | ترانس بی. لتسام                |

### باری
| شرکت‌های هواپیمایی      | مقصدهای پروازی                                          |
| ---------------------- | ------------------------------------------------------- |
| Amerijet International | گرانتلی ادمز، ماریس بیشاپ، میامی، پیارکو، آرگایل، سیباو |
| دی‌اچ‌ال اوییشن          | پیارکو                                                  |

### Helicopter services
| شرکت‌های هواپیمایی    | مقصدهای پروازی           |
| -------------------- | ------------------------ |
| St Lucia Helicopters | جرج واین گارتنر ال چارلز |